# Viliam Barényi
Viliam Barényi [vilijam baréni] (* 11. prosince 1958) je bývalý slovenský fotbalový útočník.

## Hráčská kariéra
V československé lize nastoupil za Lokomotívu Košice ve 2 ligových utkáních, aniž by skóroval.

### Prvoligová bilance
| Ročník             | Zápasy | Góly | Minuty | Klub                 |
| ------------------ | ------ | ---- | ------ | -------------------- |
| I. liga 1978/79    | 2      | 0    | 47     | TJ Lokomotíva Košice |
| CELKEM I. ČS. LIGA | 2      | 0    | 47     |                      |